# Ribera Baja del Ebro
Ribera Baja del Ebro (aragonesisch Ribera Baxa de l'Ebro, dt. Unteres Ebro-Ufer) ist eine Comarca (Verwaltungseinheit) in der spanischen Autonomen Region Aragonien. Sie befindet sich in der Provinz Saragossa und hat auf einer Fläche von 989,87 km² 8517 Einwohner (Stand 1. Januar 2022). Hauptort der Comarca ist Quinto. Der Name der Comarca leitet sich davon her, dass sie östlich von Saragossa am von dort aus gesehen unteren Lauf des Ebro liegt.

## Gemeinden
| Gemeinde                     | Einwohner (2024) | Fläche km² | Dichte Einw./km² | Cod INE | Postleitzahl |
| ---------------------------- | ---------------- | ---------- | ---------------- | ------- | ------------ |
| Alborge                      | 102              | 4,84       | 21               | 50012   | 50781        |
| Alforque                     | 61               | 10,62      | 6                | 50019   | 50783        |
| Cinco Olivas                 | 102              | 2,25       | 45               | 50083   | 50782        |
| Escatrón                     | 1.177            | 94,64      | 12               | 50101   | 50790        |
| Gelsa                        | 986              | 72,04      | 14               | 50119   | 50786        |
| Pina de Ebro                 | 2.446            | 309,17     | 8                | 50208   | 50750        |
| Quinto                       | 1.884            | 118,26     | 16               | 50222   | 50770        |
| Sástago                      | 1.091            | 300,99     | 4                | 50240   | 50780        |
| Velilla de Ebro              | 207              | 59,79      | 3                | 50278   | 50760        |
| La Zaida                     | 428              | 17,27      | 25               | 50296   | 50784        |
| Comarca Ribera Baja del Ebro | 8.484            | 989,87     | 9                | –       | –            |

Zum Kulturerbe der Comarca gehört das Monasterio de Rueda, ein Zisterzienser-Kloster in der Gemeinde Sástago, sowie die Überreste der ursprünglich Colonia Victrix Iulia Lepida genannten römischen Kolonie in Celsa bei Velilla de Ebro.